# Cocina lowcountry
La cocina lowcountry es la que tradicionalmente se asocia con la región del Lowcountry de Carolina del Sur y la costa de Georgia (Estados Unidos).

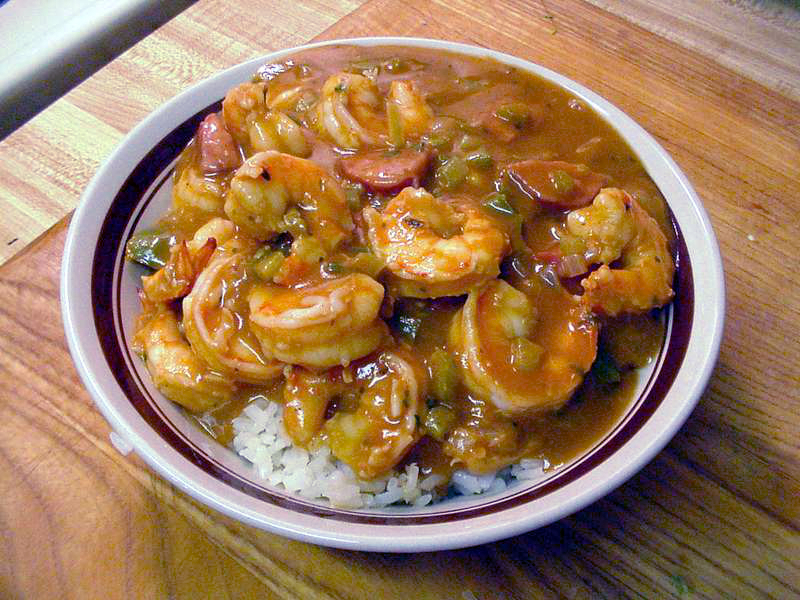
Gumbo de marisco

Mientras comparte características con la cocina sureña, su geografía, economía, demografía y cultura ha creado su identidad cultural propia, diferenciada de las regiones al norte de la fall line. Con la rica diversidad de marisco y pescado de sus estuarios y la concentración de riqueza de Charleston (Carolina del Sur) y la influencia de la cocina africana, la gastronomía lowcountry tiene claros paralelismos con la Gastronomía cajún y la cocina criolla de Luisiana.

## Región

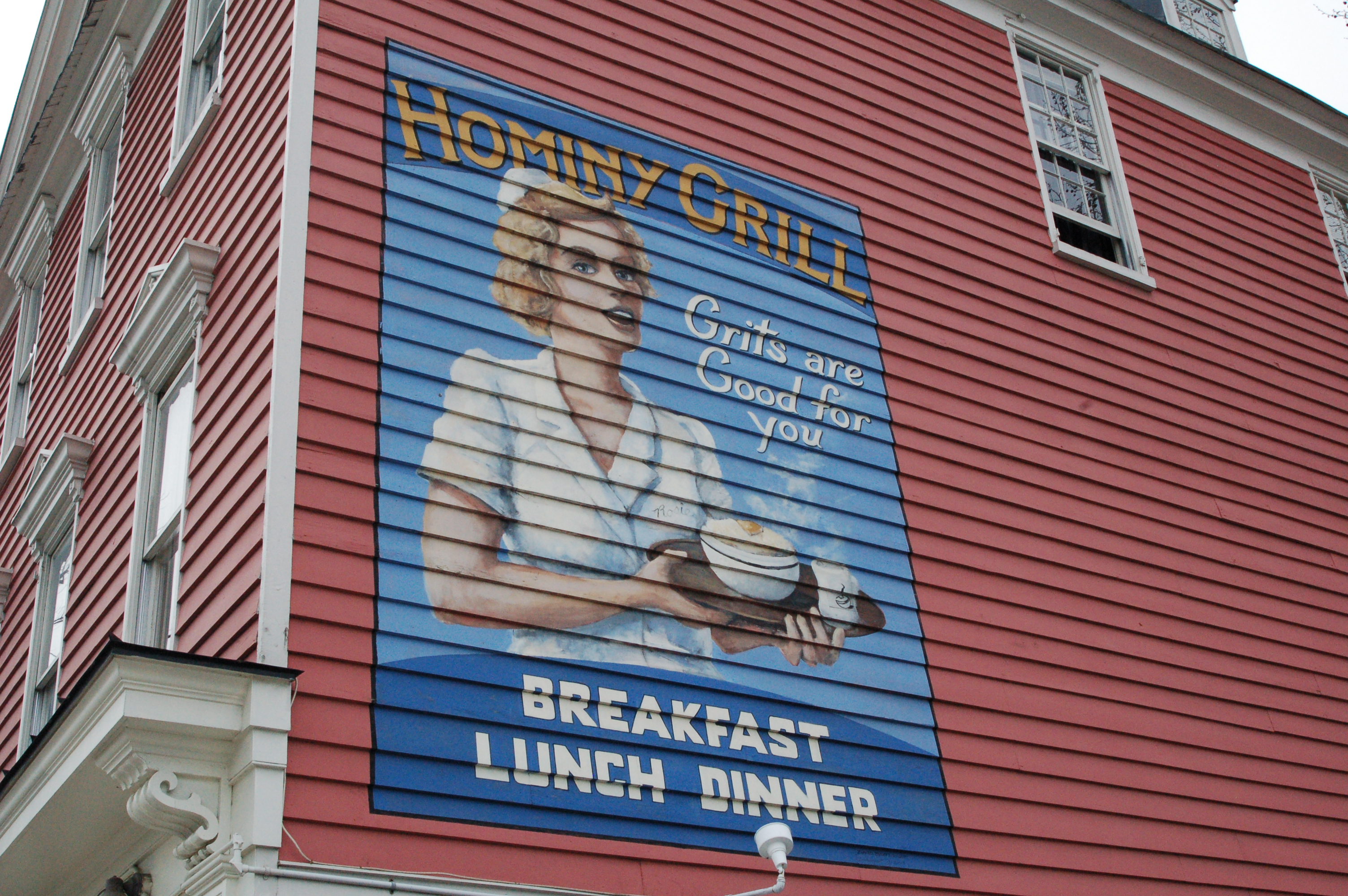
Lateral del "Hominy Grill" en Charleston, Carolina del Sur

El lowcountry incluye regiones costeras de Carolina del Sur y Georgia. Hay diferencias de opinión en cuanto a que región abarca la llamada South Carolina Lowcountry; el término se utiliza frecuentemente para describir el área de costa de Carolina del Sur desde Pawleys Island hasta la confluencia con el río Savannah en la frontera con Georgia.
Otras percepciones más generosas argumentan que la región se extienda más hacia el norte y oeste, lo que incluye la llanura costera del Atlántico de Carolina del Sur y Georgia. La geografía es un factor crítico que distingue la identidad culinaria regional de áreas interiores del Sur. El rico sistema de estuarios, provee de una cantidad muy abundante de gambas, pescados, cangrejos y ostras, no disponibles en regiones no costeras sin refrigeración. Las marshlands de Carolina del Sur producen arroz que se convierte en la mayor parte de la dieta diaria. Es también muy similar a las regiones Tidewater de Virginia y costera de Carolina del Norte.

## Alimentos que forman parte de la Lowcountry cuisine

### Entrantes, sopas y ensaladas
- Benne-Oyster Soup
- Cooter Soup
- She-crab soup
- en:Sweet Potato & Crab Soup
- Gumbo (sopa de okra)
- en:Brunswick Stew

### Carne y pescado
- en:Catfish Stew
- en:Country Captain
- en:Shrimp and Grits
- Crabcake
- Frogmore Stew
- Lowcountry Boil
- Oyster Roast
- Shrimp Kedgeree

### Arroces
- Arroz rojo de Charleston
- Perlau o chicken bog
- Salmón y arroz

### Guarniciones

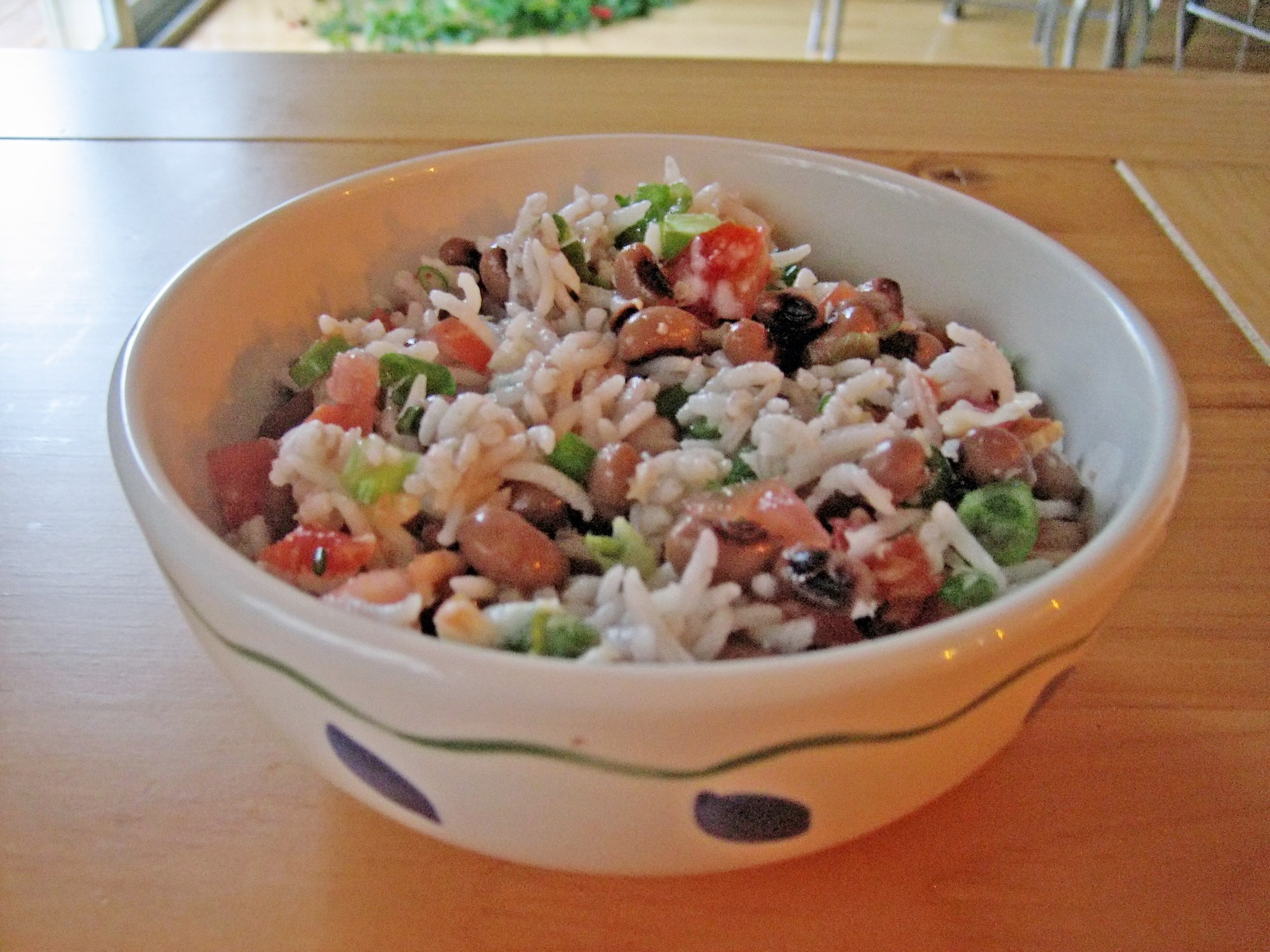
Hoppin' John

- Hoppin' John
- Repollo frito
- Baked Mac-n-Cheese